# Do!
Do! é o décimo álbum da carreira (e o oitavo não-independente) do Duo musical japonês Depapepe.
O álbum, lançado em 6 de Março de 2009, alcançou a 36a posição da Oricon, e permaneceu por lá durante 5 semanas.
A canção KATANA foi usada como tema do programa de TV SAKUSAKU.

## Faixas
1. FAKE
2. KATANA
3. Sailing
4. Ajisai (紫陽花; Hydrangea)
5. HighRock!!
6. Saigo no Bansan (最後の晩餐; The Last Supper)
7. Futari no Shashin (二人の写真; Photo of Two Persons)
8. orange
9. Dolphindance
10. Jamboree (ジャンボリー)
11. PaPaPa
12. Manatsu no Giwaku (真夏の疑惑; Doubt of Midsummer)
13. Quarrel
14. Mint
15. Special Lady ~the wedding anthem~